# Cnemoschiza tibialis
Cnemoschiza tibialis är en skalbaggsart som beskrevs av Decelle 1979. Cnemoschiza tibialis ingår i släktet Cnemoschiza och familjen Melolonthidae. Inga underarter finns listade i Catalogue of Life.